# مارش رشادی
مارش رِشادی (به ترکی عثمانی: رشادیه مارشی) (به انگلیسی: March of Reşad) سرود سلطنتی امپراتوری عثمانی از سال ۱۹۰۸ تا ۱۹۱۸ بود. با شروع سلطنت سلطان محمد پنجم رشاد در سال ۱۹۰۹، مسابقه‌ای برای تنظیم یک سرود شخصی برای سلطان جدید اعلام شد. در این مسابقه، ایتالو سِلوِلی که اصالتی ایتالیایی داشت و تقریباً تمام سرودهای پیشین سلاطین عثمانی را هم طراحی کرده بود، برنده اعلام شد. این سرود نیز مانند سرود قبلی که متعلق به عبدالحمید دوم بود، دارای متن و شعر بوده، اما محتوا و متن اشعار مشخص نیست.

## ارجاعات
1. ↑  Dr Laurence Raw (2013-09-18). The Silk Road of Adaptation: Transformations across Disciplines and Cultures. Cambridge Scholars Publishing. p. 43. ISBN 978-1-4438-5289-0. Retrieved 8 May 2020.
2. ↑  Kudret Emiroğlu (2016-08-02). Kısa Osmanlı-Türkiye Tarihi: Padişahlık Kültürü ve Demokrasi Ülküsü. İletişim Yayınları. p. 114. ISBN 978-975-05-2067-9. Retrieved 8 May 2020.